# Sânmihaiu Almașului
Sânmihaiu Almașului – wieś w Rumunii, w okręgu Sălaj, w gminie Sânmihaiu Almașului. W 2011 roku liczyła 1026 mieszkańców.